# Vřídelní lázně
Již zaniklá budova Vřídelní lázně, původně Sprudelbadehaus, po roce 1918 nazývána Lázně II, stávala od roku 1831 poblíž Vřídla a kostela svaté Máří Magdaleny v samém centru Karlových Varů. Byla stržena v roce 1947.

## Historie

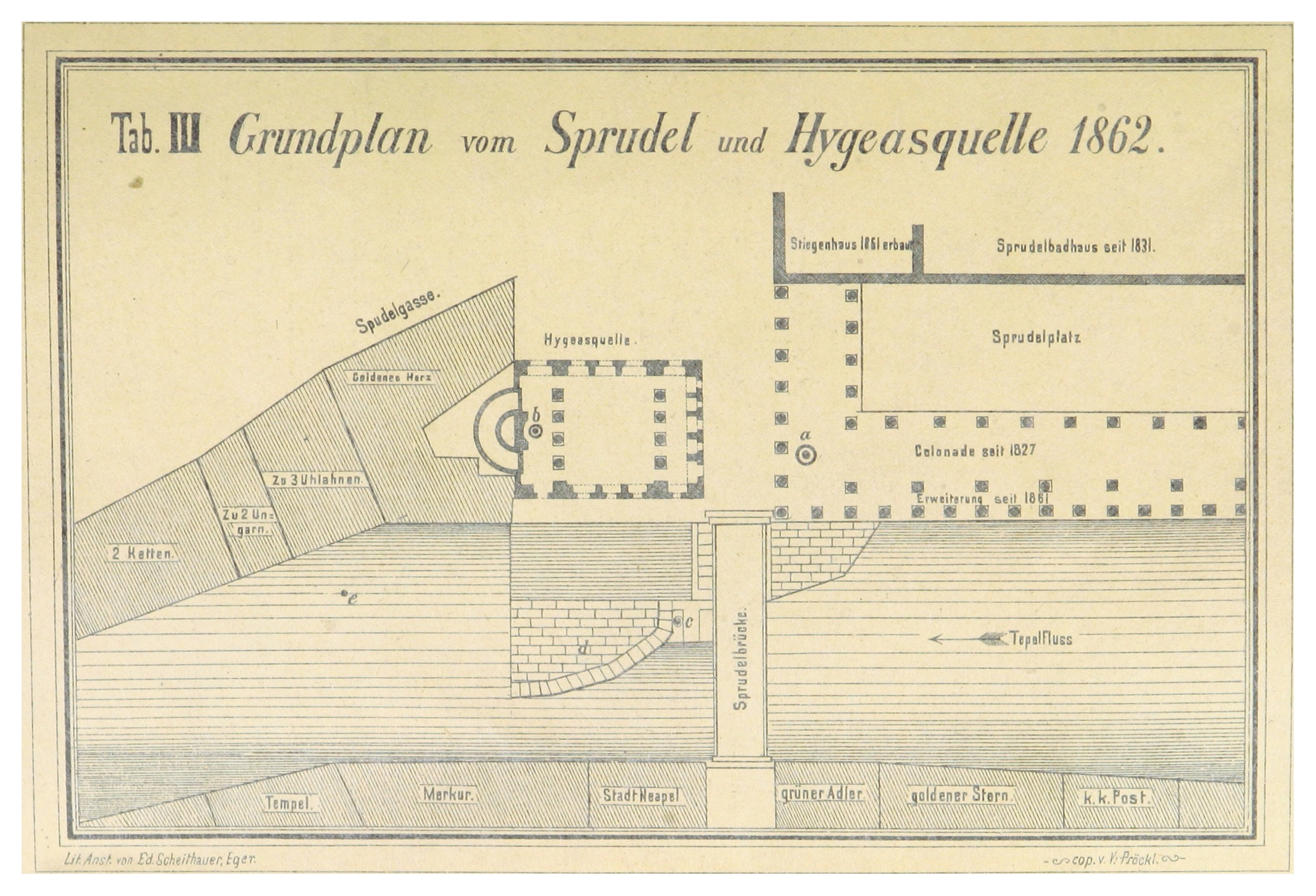
Naznačení části půdorysu budovy Vřídelních lázní v pravém horním rohu nákresu

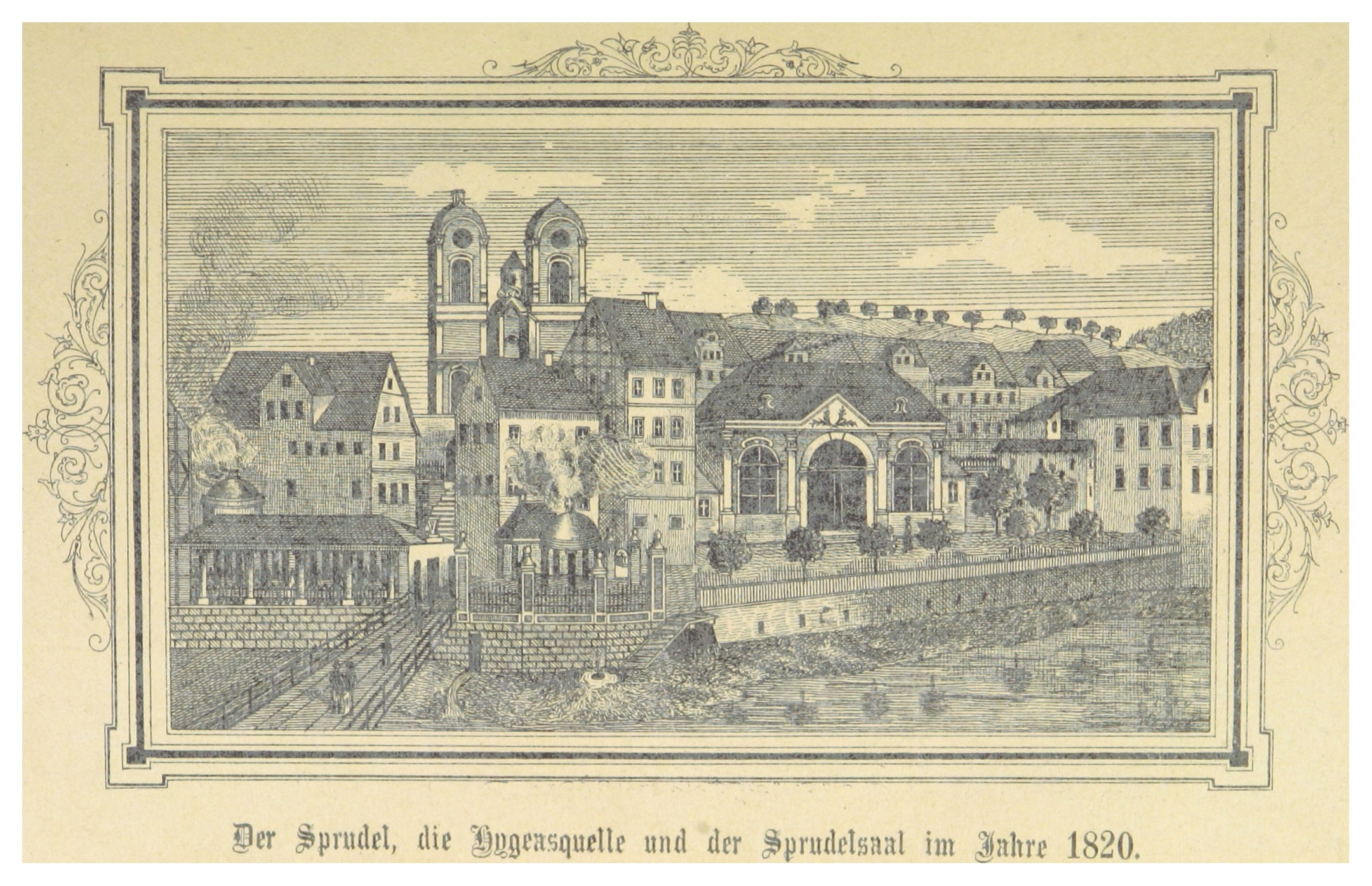
Barokní Vřídelní sál, na jehož místě byly postaveny Vřídelní lázně

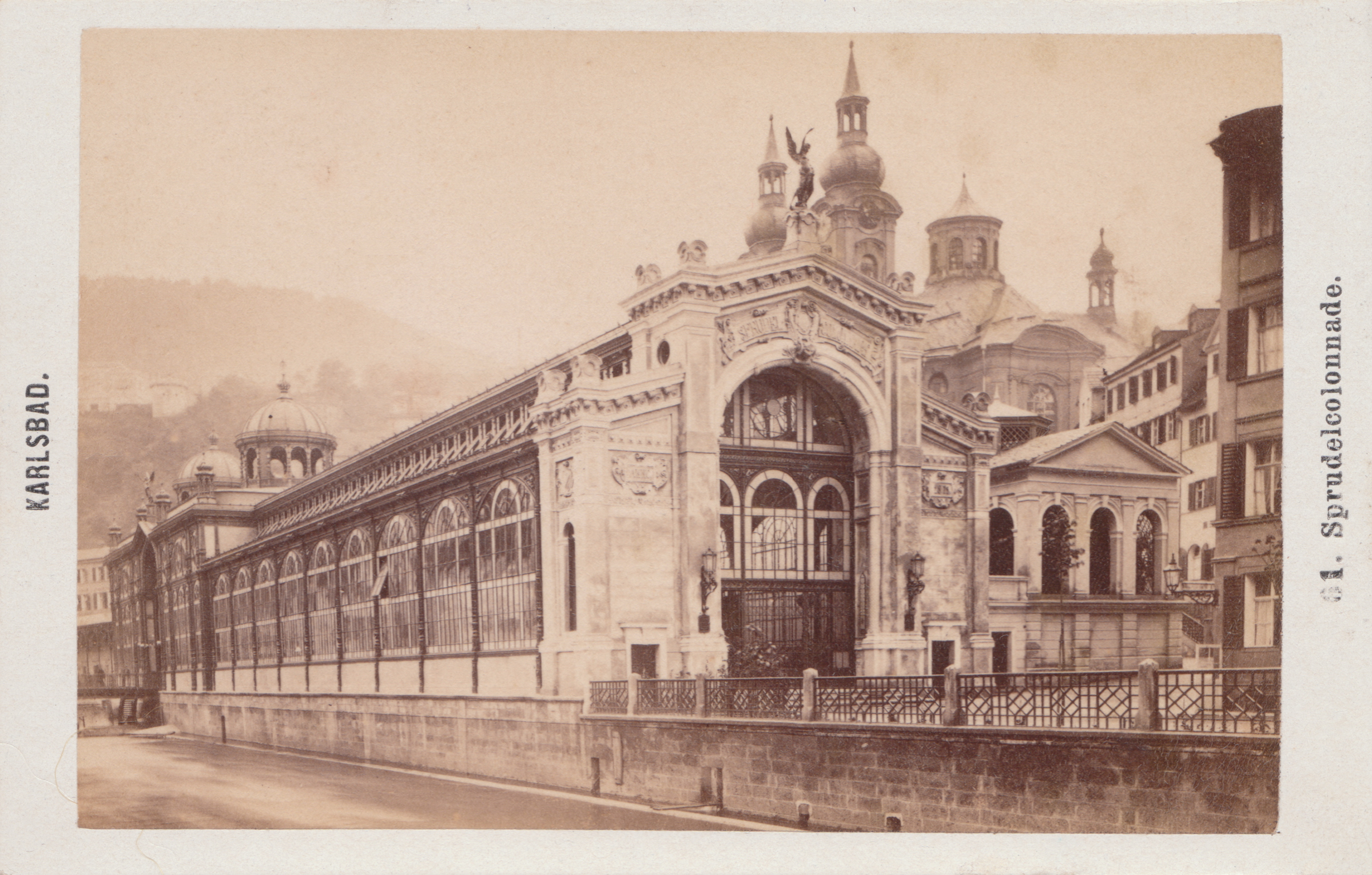
V popředí litinová Vřídelní kolonáda, za ní JZ průčelí Vřídelních lázní, před rokem 1892

V letech 1830–1831 byla na místě barokního Vřídelního sálu při ulici Kreuzgasse (Vřídelní) postavena budova Vřídelních lázní. Původně nízká jednopatrová stavba stála po celé délce tehdejší empírové Vřídelní kolonády. Plány vypracoval německý architekt a stavitel Josef Esch (se zohledněním budovy nedalekých Parních lázní). Vřídelní lázně byly sloupovou chodbou propojeny s Vřídelní kolonádou, což vytvořilo mezi oběma objekty vnitřní volné atrium. To bylo vyzdobeno květinovými záhony a nazváno Sprudelplatz (Vřídelní náměstí).
Roku 1878 v souvislosti s výstavbou nové, litinové Vřídelní kolonády došlo k přestavbě budovy lázní a její modernizaci s vybavením 32 koupelnami s vanami pro minerální koupele.
Po roce 1918 bylo šest hlavních karlovarských lázeňských budov očíslováno a vznikly názvy Lázně I až Lázně VI. Vřídelní lázně dostaly pojmenování Lázně II.
V roce 1947 byla budova stržena.

## Popis
Původně se jednalo o nízkou jednopatrovou empírovou stavbu na obdélném půdorysu krytou plechovou sedlovou střechou. Ze strany ulice před kostelem svaté Máří Magdaleny, neboť ten stojí na mírné vyvýšenině, působila budova jako přízemní. Její krajní části zůstaly v patře otevřené, se sloupovím v toskánském řádu na způsob velké lodžie či portiku. Tím byla vytvořena vize antického chrámu, pseudoperipterosu.
Přestavbou v roce 1878 došlo k zazdění krajní sloupové části budovy. Jihozápadní nároží bylo zvýšeno o jedno patro a na stěnách vznikla velká obdélná okna, polokruhově zakončená. Nároží a střední části budovy byly zakončeny profilovanými trojúhelníkovými štíty s tympanony.